# Tephrosia multifolia
Tephrosia multifolia är en ärtväxtart som beskrevs av Joseph Nelson Rose. Tephrosia multifolia ingår i släktet Tephrosia och familjen ärtväxter. Inga underarter finns listade i Catalogue of Life.